# Judith Barsi
Judith Eva Barsi (6 tháng 6 năm 1978 – 25 tháng 7 năm 1988) là một diễn viên nhí vào giữa thập niên 1980. Cô bắt đầu sự nghiệp trong lĩnh vực truyền hình, xuất hiện trong các quảng cáo và chương trình truyền hình, và sau đó xuất hiện trong phim Jaws: The Revenge, The Land Before Time, và All Dogs Go to Heaven, lồng tiếng cho các nhân vật hoạt hình trong hai bộ phim thứ hai và thứ ba. Cô và mẹ mình, Maria, cả hai đều bị giết vào tháng 7 năm 1988 trong một vụ giết người tự tử gây ra bởi người cha là József.

## Lịch sử gia đình
Cha cô, József Barsi, chạy trốn khỏi đất nước Hungary Cộng sản sau sự chiếm đóng của quân Xô Viết vào năm 1956. Ông chuyển đến New York vào năm 1964, và sau đó đến California, nơi ông gặp Maria Virovacz, vốn cũng là một người nhập cư thoát khỏi sự chiếm đóng của Liên Xô. Họ kết hôn, và Judith nhanh chóng ra đời ở Los Angeles, California, vào ngày 6 tháng 6, năm 1978, nơi cô được nuôi lớn.

## Nghề nghiệp
Maria bắt đầu chải chuốt cho Judith để trở thành diễn viên, và ở tuổi lên năm, cô được phát hiện ở sân trượt băng. Vai diễn đầu tiên của Barsi là trong Fatal Vision, cô đóng vai Kimberley MacDonald ba tuổi. Cô tiếp tục xuất hiện trong hơn 70 quảng cáo và vai khách mời trên truyền hình. Song song với sự nghiệp truyền hình, cô cũng xuất hiện trong vài bộ phim bao Jaws: The Revenge trong vai Thea Brody, lồng tiếng cho nhân vật Ducky trong The Land Before Time, và Anne-Marie trong  All Dogs Go to Heaven.
Đến khi lên lớp bốn thì Judith đã kiếm được khoảng $100,000 một năm, giúp gia đình mua một căn nhà ba phòng ngủ ở West Hills, Los Angeles. Vì có tầm vóc thấp so với tuổi (cô cao 3 ft 8 in (1,12 m) lúc 10 tuổi), nên cô bắt đầu tiêm hóc môn ở UCLA để kích thích tăng trưởng. Sự nhỏ nhắn của cô khiến cho các đạo diễn thử vai luôn chọn cô đóng vai trẻ em nhỏ hơn tuổi thực của cô. Người ta đã trích dẫn lời người quản lý của cô trên tờ The Los Angeles Times nói rằng năm lên 10, "cô vẫn đóng những vai 7, 8 tuổi."

## Lạm dụng và giết người
Khi sự nghiệp của Judith ngày càng thành công, József ngày càng trở nên giận dữ và thường xuyên dọa tự tử, giết Maria, và Judith. Chứng nghiện rượu của ông trở nên tồi tệ hơn khiến cảnh sát phải bắt giữ ông ba lần vì say rượu khi lái xe. Vào tháng 12 năm 1986, Maria báo cho cảnh sát biết những lời đe dọa và hành vị bạo lực thể xác của ông ta đối với mình. Sau khi cảnh sát không tìm thấy dấu hiệu nào về lạm dụng thể xác, cô quyết định không gây áp lực khiến chồng mình bị buộc tội nữa.
Sau sự việc trên, có báo cáo là József ngừng uống rượu, nhưng một lần nữa, ông ta lại tiếp tục đe dọa Maria và Judith. Các đe dọa khác nhau của ông ta bao gồm cắt cổ họ cũng như đốt nhà. Có báo cáo cho rằng ông ta giấu một bức điện báo không cho Maria biết rằng một người thân ở Hungary vừa mất trong nỗ lực ngăn cô và Judith rời khỏi nước Mỹ. Hành vi bạo lực thể chất tiếp diễn khi Judith kể với một người bạn rằng cha cô đã ném nồi và chảo vào mình gây chảy máu mũi. Kết quả của việc lạm dụng là Judith bắt đầu tăng cân và có hành vi rối loạn, bao gồm nhổ toàn bộ lông mi và râu con mèo của mình. Sau khi kiệt sức ngay trước mặt của đại diện của mình trong một buổi thử giọng hát cho bộ phim  All Dogs Go to Heaven, cô được Maria đưa tới một nhà tâm lý học trẻ em, người đã xác định việc cô bị ngược đãi nghiêm trọng về tình cảm và thể chất và báo cáo kết quả của mình tới Cục bảo vệ trẻ em.
Công tác điều tra bị ngưng lại sau khi Maria đảm bảo với nhân viên chịu trách nhiệm cho trường hợp rằng cô định bắt đầu thủ tục ly hôn với József, rằng cô và Judith sắp chuyển tới một căn hộ Panorama City mới thuê gần đây làm nơi trú ẩn ban ngày khỏi chồng. Bạn bè hối thúc cô làm theo kế hoạch đó tới cùng nhưng cô kháng cự, được biết đó là vì cô sợ rằng mình sẽ mất ngôi nhà và đồ đạc của gia đình.
Judith được nhìn thấy lần cuối cùng khi đang đạp xe đạp vào sáng ngày 25 tháng 7 năm 1988. Tối hôm đó, József bắn vào đầu khi cô đang ngủ và sau đó giết Maria. Ông ta dành hai ngày tiếp theo lang thang xung quanh ngôi nhà, và nói trong một cuộc trò chuyện điện thoại với quản lí của Judith là tối hôm sau ông ta định sẽ chuyển ra ngoài mãi mãi, và chỉ cần thời gian để "nói lời tạm biệt với con gái tôi." Sau đó ông ta đổ xăng lên thi thể họ và đốt. Sau khi thiêu họ ra tro, ông ta đi đến nhà để xe và bắn vào đầu mình bằng một khẩu súng nòng 32 li. Vào ngày 9 tháng 8 năm 1988, Judith và Maria được mai táng ở Công viên tưởng niệm Forest Lawn ở Los Angeles.

## Sau này
Bộ phim cuối cùng của Judith  All Dogs Go to Heaven, mà cô lồng tiếng cho nhân vật Anne-Marie, được phát hành vào tháng 11 năm 1989. Don Bluth, đạo diễn của The Land Before Time và All Dogs Go To Heaven, miêu tả cô là "hoàn toàn đáng kinh ngạc. Cô bé hiểu lời hướng dẫn, thậm chí là trong những tình huống phức tạp nhất," và đinh lăng-xê cô rộng rãi trong tương lai. Bài hát cuối phim "Love Survives" được dành riêng để tưởng nhớ cô.

## Phim đã đóng
| Năm     | Tên phim                | Vai                     | Ghi chú                                                |
| ------- | ----------------------- | ----------------------- | ------------------------------------------------------ |
| 1984    | Fatal Vision            | Kimberly (3 tuổi)       | Miniseries                                             |
| 1984    | Jessie                  | Katie                   | Episode: "Valerie's Turn"                              |
| 1985    | Kids Don't Tell         | Jennifer Ryan           | Television movie                                       |
| 1985    | Do You Remember Love    | Kathleen                | Television movie                                       |
| 1985    | The Twilight Zone       | Gertie                  | Phân đoạn: "A Little Peace and Quiet"                  |
| 1985    | There Were Times, Dear  | Molly Reed              | Television movie                                       |
| 1985    | The Fall Guy            | Little Girl             | Tập: "Escape Claus"                                    |
| 1986    | Remington Steele        | Laurie Beth Piper       | Tập: "Suburban Steele"                                 |
| 1986    | Punky Brewster          | Anna                    | 2 tập                                                  |
| 1986    | Trapper John, M.D.      | Lindsay Christmas       | Tập: "Life, Death and Dr. Christmas"                   |
| 1986    | Cheers                  | Child #1                | Tập: "Relief Bartender"                                |
| 1986    | Cagney & Lacey          | Shauna Bard             | Tập: "Disenfranchised"                                 |
| 1986    | The New Gidget          | Little Girl             | Tập: "It's Only Rock & Roll"                           |
| 1986    | Eye of the Tiger        | Jennifer Matthews       |                                                        |
| 1986    | The Love Boat           | Christmas angel         | Tập: "The Christmas Cruise: Part 2"                    |
| 1987    | Destination America     | Amy                     | Television movie                                       |
| 1987    | Slam Dance              | Bean                    |                                                        |
| 1987    | Jaws: The Revenge       | Thea Brody              |                                                        |
| 1987–88 | The Tracey Ullman Show  | Little Girl / Karen     | 2 tập                                                  |
| 1988    | St. Elsewhere           | Debbie Oppenheimer      | Tập: "The Abby Singer Show"                            |
| 1988    | Growing Pains           | Young Carol             | Tập: "Graduation Day"                                  |
| 1988    | ABC Afterschool Special | Billie Foster           | Tập: "A Family Again"; Released posthumously           |
| 1988    | The Land Before Time    | Ducky (lồng tiếng)      | Phát hành sau khi mất                                  |
| 1989    | All Dogs Go to Heaven   | Anne-Marie (lồng tiếng) | Phát hành sau khi mất                                  |
| 1992    | Growing Pains           | Young Carol             | Tập: "The Last Picture Show, part 2" (archive footage) |